# Kor Kuiler
Kornelis Jacobus Kuiler (Alblasserdam, 21 april 1877 - Groningen, 13 november 1951) was een Nederlands dirigent en componist.

## Leven en werk
Kor Kuiler was zoon van machinist Johannis Marinus Kuiler en Pieternella Gerritje Verschoor. Hij groeide op in de Alblasserwaard en vanaf 1886 in Zwolle. Hij studeerde aan het Amsterdamsch Conservatorium bij Bernard Zweers (compositie) en Julius Röntgen (piano). Daarna trad hij enige tijd op als begeleider van de mezzosopraan Julia Culp en de bariton Johannes Messchaert. Hij werd in 1900 pianodocent in Groningen. Hij trouwde in 1902 met de pianiste Margaretha Bokelmann (Dokkum, 31 januari 1875 – Assen, 19 oktober 1963), dochter van componist/pedagoog Reinhard Frederik Bokelmann. Zij was in 1896 afgestudeerd aan de Koninklijke Muziekschool in Den Haag. Ze begeleidde soms concerten van koren van haar man.
Kuiler leidde vanaf 1904 de Gemengde Zangvereeniging Bekker in de stad Groningen, later genoemd het Toonkunstkoor Bekker. Daarmee verzorgde hij in 1907 de Nederlandse première van het oratorium La Vita Nuova van Ermanno Wolf-Ferrari. In 1908 resp. 1909 introduceerde hij Bachs Weihnachtsoratorium en Matthäus-Passion, die in Groningen niet eerder waren uitgevoerd.
In 1910 werd hij als opvolger van Peter van Anrooy benoemd tot dirigent van het Orchest der Vereeniging De Harmonie, dat optrad in concertzaal De Harmonie te Groningen en in 1926 verzelfstandigd werd onder de naam Groninger Orkest Vereniging (GOV). Als dirigent van zowel koor als orkest bundelde hij de krachten, wat leidde tot uitvoeringen van groot bezette werken als La damnation de Faust (1914) en de Grande Messe des Morts (1916) van Berlioz, de Missa Solemnis van Beethoven en de opera Boris Godoenov van Modest Moessorgski.
Kuiler ontwikkelde zich tot een geliefd dirigent die tientallen jaren een centrale positie innam in het Groninger concertleven. Het klassieke en romantische repertoire had zijn voorkeur, maar hij dirigeerde ook veel latere muziek, zoals van Debussy, Ravel, Roussel en De Falla. Bij een feestconcert in 1935 t.g.v. zijn 25-jarig jubileum bij de GOV was hij tegelijk solist en dirigent in het Vijfde pianoconcert van Beethoven. Een ander hoogtepunt in zijn carrière was in 1939 de opvoering van zijn eigen opera Saskia (op een bekroond libretto van mr. A.T. Vos over Saskia van Uylenburgh en Rembrandt) onder regie van Johan de Meester jr. in de Groninger Stadsschouwburg.
Tijdens de Tweede Wereldoorlog nam hij in 1942 zitting in de Gewestelijke Raad van Advies van de Nederlandsche Kultuurkamer, het orgaan dat de Duitse bezetters hadden opgericht om controle uit te oefenen op de kunstbeoefening. Hij dirigeerde de GOV bij de installatie van deze raad in november 1942. Bij de zuivering na 1945 had dit geen gevolgen voor hem of het orkest. Na de bevrijding keerde de inmiddels pensioengerechtigde Kuiler niet terug als vaste dirigent. Hij werd opgevolgd door Jan van Epenhuysen, die al in 1942 tot tweede dirigent was benoemd. Kuiler stond nog wel regelmatig voor de GOV, het laatst enkele weken voor zijn dood bij de première van zijn eigen vioolconcert, met Jo Juda als solist.
Twee door hem gecomponeerde liederen werden opgenomen in de populaire liedbundel Kun je nog zingen, zing dan mee. Het gaat om een tekst van Kath. Leopold ('Hè, lekker in de buitenlucht, wat heeft het flink gevroren') en van A.E. Dudok van Heel ('Schettert, klaroenen').
Kuiler was Officier in de Orde van Oranje-Nassau. De gemeenten Hengelo en Schiedam vernoemden straten naar hem.

## Werken (selectie)[5]
- Vioolsonate (g kleine terts) (1898)
- Der Sturm voor gemengd koor en orkest (1903)
- Een winterdag: kindercantate, woorden van Kath. Leopold
- Saskia, opera (1939)
- Liederen in volkstoon (1943)
- Kinderliederen (1945)
- 17 Bagatellen voor Klavier
- Pianosonate (d kleine terts)
- Pianoconcert (1948)
- Vioolconcert (1950)

Overzicht van uitgaven van A.A. Noske (Middelburg) en Breitkopf & Härtel (Leipzig)
- 3 Klavierstukken

Gavotte
Air
Menuet
- Sonate voor Piano (d kleine terts) (v. 1909)
- 12 Bagatellen voor Piano
- Sonate voor Piano en Viool (g kleine terts) (1898)
- De Liereman (Lovendaal) - Lied voor Alt
- Aan 't Venster (Marie Boddaert) - Lied voor Sopraan
- Osterlied für Baryton mit Piano- oder Orgel-(Harmonium-)begleitung
- Zyn Dood (Hélène Swarth) - Lied voor Mezzo-Sopraan
- Twee Liederen uit "Lenteliefde" van Else van Brabant
- Zwei Lieder für eine Singstimme

1. Volksreim (Evers)
2. So halt ich endlich dich umfangen (Geibel)
- opus 14 - Schneewittchen (Anna Ritter) - Lied für eine mittlere Singstimme
- opus 15 - Twee klavierstukken

1. Vertwijfeling
2. Berusting
- opus 18 - Legende voor Piano en Viool
- opus 20 - Deux Morceaux caractéristiques

1. Pierrot
2. Pierrette
- opus 21 - Boerenschlacht (Anna Ritter) - Lied für eine mittlere Singstimme
- opus 22 - Zwei Lieder für eine mittlere Singstimme (Texte von Anna Ritter)

1. In verschwiegener Nacht
2. Ich glaub', lieber Schatz
- opus 23 - Špela - Fragment aus Zlatarog, eine Alpensage von Rudolf Baumbach
- opus 24 - Sturmlied (Anna Ritter) für gemischten Chor und großes Orchester
- opus 25 no.1 - Juni-Nacht (Epple) - Lied für eine mittlere Singstimme
- opus 26 - Voor de Jeugd - Liedjes en Klavierstukken

1e bundel, 6 Kinderliedjes met pianobegeleiding
2e bundel, 6 Klavierstukjes
- opus 27 - Drie Klavierstukken

1. Berceuse
2. Valse triste
3. Hymne